# Chardon (Ohio)
Chardon is een plaats (village) in de Amerikaanse staat Ohio, en valt bestuurlijk gezien onder Geauga County.

## Demografie
Bij de volkstelling in 2000 werd het aantal inwoners vastgesteld op 5156.
In 2006 is het aantal inwoners door het United States Census Bureau geschat op 5284, een stijging van 128 (2,5%).

## Geografie
Volgens het United States Census Bureau beslaat de plaats een oppervlakte van
11,9 km², geheel bestaande uit land. Chardon ligt op ongeveer 380 m boven zeeniveau.

## Plaatsen in de nabije omgeving
De onderstaande figuur toont nabijgelegen plaatsen in een straal van 16 km rond Chardon.